# Sota Maruyama
Sota Maruyama (japanisch 丸山 壮大 Maruyama Sota; * 25. Juni 1999 in der Präfektur Niigata) ist ein japanischer Fußballspieler.

## Karriere
Sota Maruyama erlernte das Fußballspielen in der Jugendmannschaft des Zweitligisten Albirex Niigata sowie in der Universitätsmannschaft der Landwirtschaftsuniversität Tokio. Seinen ersten Vertrag unterschrieb er am 1. Februar 2022 bei Gainare Tottori. Der Verein, der in der Präfektur Tottori beheimatet ist, spielt in der dritten japanischen Liga. Sein Drittligadebüt gab Sota Maruyama am 20. März 2022 (2. Spieltag) im Auswärtsspiel gegen Kamatamare Sanuki. Hier wurde er in der 77. Minute für Yūshi Nagashima eingewechselt. Kamatamare gewann das Spiel 4:1. In seiner ersten Saison als Profi bestritt er 26 Drittligaspiele.